# ФК Челси
Челси (енгл. Chelsea F.C.) енглески je професионални фудбалски клуб из Фулама, Лондон. Клуб је основан 1905. године и тренутно се такмичи у Премијер лиги, највећем рангу енглеског фудбала. Челси је шест пута био шампион енглеске Премијер лиге, осам пута је освајао ФА куп, пет пута Лига куп, четири пута Суперкуп Енглеске, два пута Светско клупско првенство, два пута Лигу шампиона, два пута Куп победника купова, два пута Лигу Европе, два пута УЕФА суперкуп и једном Лигу конференције. Сматра се за један од најуспешнијих клубова у Енглеској. Утакмице као домаћин игра на стадиону Стамфорд бриџ, капацитета 41.341 места.
Прву већу титулу Челси је освојио 1955. године, када је освојио тадашњу Прву дивизију. Плавци први пут освајају ФА куп 1970. и први европски трофеј, Куп победника купова, 1971. године. После раздобља неуспеха у каснијим седамдесетим и осамдесетим, клуб се враћа успесима током 90-их освајајући пар купова. Највише успеха у историји Челси је имао током последње две деценије освојивши по пет лигашких титула, седам ФА купова, четири Лига купа, две Лиге шампиона, две Лиге Европе, два УЕФА суперкупа, два Светска клупска првенства и једну Лигу конференције. Челси спада у групу од пет клубова који су успели да освоје сва три главна европска клупска такмичења кроз историју (Куп победника купова, Лигу шампиона и Лигу Европе, као и најмлађе европско такмичење Лигу конференције). Такође је и једини лондонски клуб који је подигао пехар Лиге шампиона.
Клуб има дугогодишње ривалство са комшијским Арсеналом и Тотенхемом, а и историјско са Лидс јунајтедом. Челси је седми најскупљи клуб на свету, чија се вредност процењује на 2,39 милијарди фунти као и седми клуб с највишим примањима, са зарадом од преко 493 милиона евра (у мају 2022). Од 2003. до 2022, Челси је био у власништву руског милијардера Романа Абрамовича.

## Грб и боје

### Грб
У 1905. години, грб Челсија је био Челси пензионер, што је допринело да се добије надимак „пензионери”, који је остао за наредних 47 година, иако се никада није појавио на дресовима. Као део модернизације, Тед Дрејк је 1952. године предложио промену грба. Као привремено решење је одабран грб који је садржао једноставне иницијале CFC.
1953 године, грб је промењен у усправног плавог лава који гледа уназад и држи штап, а тај грб одржао се три деценије. Овај грб је заснована на елементима из грба митрополита Боруга од Челсија Он је такође садржао три црвене руже, да представљају Енглеску и две фудбалске лопте. Ово је био први фудбалски грб који се појавио на дресовима, јер политика стављања грбова на дресовима је усвојена тек почетком 1960-их.
Године 1986, са Кен Бејтсом на челу клуба, Челсијев грб је поново промењен као део другог покушаја модернизације и да би се искористиле нове маркетиншке могућности. Нови грб је садржао лава са белим иницијалима CFC. То је трајало наредних 19 година, уз неке модификације, као што је коришћење различитих боја, укључујући и црвене од 1987. до 1995, и жуте од 1995. до 1999, пре него што се вратила бела. Са новим власником Романом Абрамовичем, и поводом стогодишњице клуба, у комбинацији са захтевима навијача да се популарни грб из 1950-е врати, одлучено је да грб треба да буде поново промењен у 2005-ој. Нови грб званично је усвојен за почетак сезоне 2005-06 и означио повратак старијег дизајна, која се користио од 1953 до 1986. За стогодишњицу постојања клуба, ово је праћено речима '100 YEARS' и 'CENTENARY 2005–2006' изнад и испод грба респективно.

### Боје
У Челсију су увек носили плаве мајице, иако су првобитно користили светлију плаву, која је преузета из тркачког клуба тадашњег председника клуба, Ерла Кадогана, комбиноване са белим шорцевима и тамноплавим или црним штуцнама. Светлоплаве мајице су замењене краљевско плавом верзијом око 1912. У 1960. години, Челсијев менаџер Томи Докерти је поново променио комплет. Шортс је промењен у плавој боји а штуцне у белој, верујући да су боје клуба модерније и препознатљивије, пошто ниједан други велики клуб није користио ту комбинацију. Ова гарнитура је први пут ношена током сезоне 1964-65. Од тада су увек носили беле штуцне са домаћим комплетом осим кратког периода од 1985 до 1992, када су носили плаве.
Традиционалне боје Челсијевих дресова, поред плаве, су и жуте и беле боје, али, као и код већине тимова, и они су имали неке необичне дресове. Први гостујући дрес се састојао од црних и белих пруга, а за једну утакмицу у 1960 тим је носио дрес са плаво-црним пругама, инспирисан Интеровим дресом, опет по захтеву Докерта. Други незаборавни дрес је био светлозелене боје у 1980, затим црвени у раним 90-их и сив средином 1990-их.

## Успеси

### Национални
- Прва дивизија / Премијер лига
  - Првак (6) : 1954/55, 2004/05, 2005/06, 2009/10, 2014/15, 2016/17.
  - Друго место (4) : 2003/04, 2006/07, 2007/08, 2010/11.
- Друга дивизија
  - Првак (2) : 1983/84, 1988/89.
  - Друго место (5) : 1906/07, 1911/12, 1929/30, 1962/63, 1976/77.
- ФА куп
  - Освајач (8) : 1969/70, 1996/97, 1999/00, 2006/07, 2008/09, 2009/10, 2011/12, 2017/18.
  - Финалиста (8) : 1914/15, 1966/67, 1993/94, 2001/02, 2016/17, 2019/20, 2020/21, 2021/22.
- Лига куп
  - Освајач (5) : 1964/65, 1997/98, 2004/05, 2006/07, 2014/15.
  - Финалиста (5) : 1971/72, 2007/08, 2018/19, 2021/22, 2023/24.
- Черити шилд / Комјунити шилд
  - Освајач (4) : 1955, 2000, 2005, 2009.
  - Финалиста (9) : 1970, 1997, 2006, 2007, 2010, 2012, 2015, 2017, 2018.
- Фул Мемберс куп (Куп пуноправних чланова)
  - Освајач (2) : 1986, 1990.

### Европски
- Лига шампиона
  - Освајач (2) : 2011/12, 2020/21.
  - Финалиста (1) : 2007/08.
- Лига Европе
  - Освајач (2) : 2012/13, 2018/19.
- Лига конференције
  - Освајач (1) : 2024/25.
- Суперкуп Европе / УЕФА суперкуп
  - Освајач (2) : 1998, 2021.
  - Финалиста (3) : 2012, 2013, 2019.
- Куп победника купова
  - Освајач (2) : 1970/71, 1997/98.

### Интернационални
- Светско клупско првенство
  - Освајач (2) : 2021, 2025.
  - Финалиста (1) : 2012.

## Тренутни састав
Ажурирано 4. фебруар 2025.| Бр. |             | Позиција | Играч                                           |
| --- | ----------- | -------- | ----------------------------------------------- |
| 1   | Шпанија     | Г        | Роберт Санчез                                   |
| 3   | Шпанија     | О        | Марк Кукуреља                                   |
| 4   | Енглеска    | О        | Тосин Адарабиојо                                |
| 5   | Француска   | О        | Беноа Бадијашил                                 |
| 6   | Енглеска    | О        | Ливај Колвил                                    |
| 7   | Португалија | Н        | Педро Нето                                      |
| 8   | Аргентина   | С        | Енцо Фернандез (заменик капитена)               |
| 10  | Украјина    | Н        | Михајло Мудрик                                  |
| 11  | Енглеска    | Н        | Нони Мадуеке                                    |
| 12  | Данска      | Г        | Филип Јоргенсен                                 |
| 13  | Енглеска    | Г        | Маркус Бетинели                                 |
| 15  | Сенегал     | Н        | Николас Џексон                                  |
| 18  | Француска   | Н        | Кристофер Нкунку                                |
| 19  | Енглеска    | Н        | Џејдон Санчо (позајмљен из Манчестер јунајтеда) |
| 20  | Енглеска    | С        | Кол Палмер                                      |

| Бр. |                 | Позиција | Играч               |
| --- | --------------- | -------- | ------------------- |
| 22  | Енглеска        | С        | Кирнан Дјусбери-Хол |
| 23  | Енглеска        | О        | Трево Чалоба        |
| 24  | Енглеска        | О        | Рис Џејмс (капитен) |
| 25  | Еквадор         | С        | Мојсес Кајседо      |
| 27  | Француска       | О        | Мало Густо          |
| 29  | Француска       | О        | Весли Фофана        |
| 30  | Аргентина       | О        | Арон Анселмино      |
| 32  | Енглеска        | Н        | Тајрик Џорџ         |
| 34  | Енглеска        | О        | Џош Ачимпонг        |
| 37  | Енглеска        | Н        | Омари Келиман       |
| 38  | Шпанија         | Н        | Марк Гиу            |
| 39  | Француска       | С        | Матис Амугу         |
| 45  | Белгија         | С        | Ромео Лавија        |
| 47  | Финска          | Г        | Лукас Бергстром     |
| —   | Обала Слоноваче | Н        | Давид Датро Фофана  |

### Резервисти и играчи младог тима
| Бр. |          | Позиција | Играч            |
| --- | -------- | -------- | ---------------- |
| 33  | Енглеска | С        | Киано Дајер      |
| 42  | Финска   | С        | Џери Тауриаинен  |
| 51  | Енглеска | С        | Самјуел Рак-Саки |
| 55  | Енглеска | Н        | Ато Ампа         |

| Бр. |          | Позиција | Играч                |
| --- | -------- | -------- | -------------------- |
| 59  | Енглеска | О        | Харисон Мари-Кемпбел |
| 64  | Шведска  | О        | Генесис Антви        |
| 76  | Енглеска | Н        | Шим Меука            |
| 81  | Енглеска | С        | Реџи Волш            |

## Играчи године
| Година | Победник     |
| ------ | ------------ |
| 1967   | Питер Бонети |
| 1968   | Чарли Кук    |
| 1969   | Дејвид Веб   |
| 1970   | Џон Холинс   |
| 1971   | Џон Холинс   |
| 1972   | Дејвид Веб   |
| 1973   | Питер Осгуд  |
| 1974   | Гари Лок     |
| 1975   | Чарли Кук    |
| 1976   | Реј Вилкинс  |
| 1977   | Реј Вилкинс  |
| 1978   | Мики Дрој    |
| 1979   | Томи Лангли  |
| 1980   | Клајв Вокер  |
| 1981   | Петар Борота |
| 1982   | Мајк Филери  |
| 1983   | Џој Џонс     |

| Година | Победник       |
| ------ | -------------- |
| 1984   | Пат Невин      |
| 1985   | Дејвид Спиди   |
| 1986   | Еди Недзвецки  |
| 1987   | Пат Невин      |
| 1988   | Тони Дориго    |
| 1989   | Грејем Робертс |
| 1990   | Кен Монку      |
| 1991   | Енди Таунсенд  |
| 1992   | Пол Елиот      |
| 1993   | Франк Синклер  |
| 1994   | Стив Кларк     |
| 1995   | Ерланд Јонсен  |
| 1996   | Руд Гулит      |
| 1997   | Марк Хјуз      |
| 1998   | Денис Вајз     |
| 1999   | Ђанфранко Цола |
| 2000   | Денис Вајз     |

| Година | Победник       |
| ------ | -------------- |
| 2001   | Џон Тери       |
| 2002   | Карло Кудићини |
| 2003   | Ђанфранко Цола |
| 2004   | Френк Лампард  |
| 2005   | Френк Лампард  |
| 2006   | Џон Тери       |
| 2007   | Микаел Есјен   |
| 2008   | Џо Кол         |
| 2009   | Френк Лампард  |
| 2010   | Дидије Дрогба  |
| 2011   | Петр Чех       |
| 2012   | Хуан Мата      |
| 2013   | Хуан Мата      |
| 2014   | Едан Азар      |
| 2015   | Едан Азар      |
| 2016   | Вилијан        |
| 2017   | Едан Азар      |

| Година | Победник       |
| ------ | -------------- |
| 2018   | Нголо Канте    |
| 2019   | Едан Азар      |
| 2020   | Матео Ковачић  |
| 2021   | Мејсон Маунт   |
| 2022   | Мејсон Маунт   |
| 2023   | Тијаго Силва   |
| 2024   | Кол Палмер     |
| 2025   | Мојсес Кајседо |

Извор: ФК Челси

## Трофејни тренери
Следећи тренери су освојили макар један трофеј док су водили Челси.
| Име              | Период              | Трофеји                                                            |
| ---------------- | ------------------- | ------------------------------------------------------------------ |
| Тед Дрејк        | 1952–1961           | Прва дивизија, Черити шилд                                         |
| Томи Дохерти     | 1962–1967           | Лига куп                                                           |
| Дејв Секстон     | 1967–1974           | ФА куп, Куп победника купова                                       |
| Џон Нил          | 1981–1985           | Друга дивизија                                                     |
| Џон Холинс       | 1985–1988           | Куп пуноправних чланова                                            |
| Боби Кемпбел     | 1988–1991           | Друга дивизија, Куп пуноправних чланова                            |
| Руд Гулит        | 1996–1998           | ФА куп                                                             |
| Ђанлука Вијали   | 1998–2000           | ФА куп, Лига куп, Черити шилд, Куп победника купова, УЕФА суперкуп |
| Жозе Мурињо      | 2004–2007 2013–2015 | 3 Премијер лиге, 3 Лига купа, ФА куп, Комјунити шилд               |
| Гус Хидинк       | 2009. 2015–2016     | ФА куп                                                             |
| Карло Анћелоти   | 2009–2011           | Премијер лига, ФА куп, Комјунити шилд                              |
| Роберто ди Матео | 2012.               | ФА куп, Лига шампиона                                              |
| Рафаел Бенитез   | 2012–2013           | Лига Европе                                                        |
| Антонио Конте    | 2016–2018           | Премијер лига, ФА куп                                              |
| Маурицио Сари    | 2018–2019           | Лига Европе                                                        |
| Томас Тухел      | 2021–2022.          | Лига шампиона, УЕФА суперкуп, Светско клупско првенство            |
| Енцо Мареска     | 2024–тренутно       | Лига конференције, Светско клупско првенство                       |

## Тренутни технички састав
| Позиција                                | Име             |
| --------------------------------------- | --------------- |
| Главни тренер                           | Енцо Мареска    |
| Помоћник главном тренеру                | Бруно Салтор    |
| Помоћници                               | Ешли Кол        |
| Помоћници                               | Бјорн Хамберг   |
| Тренери за голмане                      | Хенрик Хиларио  |
| Тренери за голмане                      | Бен Робертс     |
| Стручњаци за фитнес                     | Мет Бирни       |
| Стручњаци за фитнес                     | Вил Талет       |
| Технички саветник                       | Петр Чех        |
| Главни задужени за међународни скаутинг | Скот Меклаклан  |
| Медицински директор                     | Пако Биоска     |
| Технички ментор                         | Клод Макелеле   |
| Технички тренери за играче на позамици  | Карло Кудићини  |
| Технички тренери за играче на позамици  | Пауло Фереира   |
| Технички тренери за играче на позамици  | Тор Андре Фло   |
| Тренер за голмане на позајмици          | Кристоф Лолишон |
| Главни задужени за развој младих играча | Нил Бет         |
| Менаџер за развој играчког састава      | Енди Мајерс     |
| Тренер играча до 18 година              | Ед Бренд        |

Извор: ФК Челси

## Познати играчи
| - Дидије Дрогба - Ернан Креспо - Микаел Есјен - Арјен Робен - Рикардо Карваљо - Петр Чех |  | - Карло Кудичини - Вилијам Галас - Ешли Кол - Џон Тери - Френк Лампард - Матеја Кежман |  | - Дејмијен Даф - Ејдур Гудјонсен - Андреј Шевченко - Михаел Балак - Глен Џонсон - Славиша Јокановић |  | - Марио Мелхиот - Џон Оби Микел - Џо Кол - Бранислав Ивановић - Фернандо Торес - Петар Борота |  | - Едан Азар - Сеск Фабрегас - Самјуел Ето - Немања Матић - Давид Луиз - Дијего Коста |

## УЕФА коефицијент
Ажурирано 10. децембра 2020. 
| Ранг | Тим               | Поена  |
| ---- | ----------------- | ------ |
| 11   | Арсенал           | 94.000 |
| 12   | Борусија Дортмунд | 90.000 |
| 13   | Челси             | 89.000 |
| 14   | Тотенхем          | 88.000 |
| 15   | Порто             | 85.000 |